# Vernon Sewell
Vernon Sewell est un réalisateur britannique né le 4 juillet 1903 à Londres et mort le 21 juin 2001.

## Filmographie
- 1934 : The Medium
- 1937 : A Test for Love
- 1938 : Breakers Ahead
- 1939 : What Men Live by
- 1943 : P.H. contre Gestapo (en) (The Silver Fleet)
- 1945 : The World Owes Me a Living
- 1946 : Angoisse (en) (Latin Quarter)
- 1947 : Le Fantôme de Berkeley Square (The Ghosts of Berkeley Square)
- 1948 : Conditions difficiles (Uneasy Terms)
- 1949 : The Jack of Diamonds
- 1951 : The Dark Light
- 1951 : The Black Widow
- 1952 : The Floating Dutchman
- 1952 : Ghost Ship
- 1953 : Counterspy
- 1954 : Dangerous Voyage
- 1954 : Radio Cab Murder
- 1955 : Where There's a Will (en)
- 1956 : Johnny You're Wanted
- 1956 : Soho quartier dangereux (en) (Soho Incident)
- 1956 : Home and Away
- 1957 : Rogue's Yarn
- 1958 : La Bataille des V1 (Battle of the V-1)
- 1959 : Wrong Number
- 1960 : Urge to Kill
- 1961 : House of Mystery
- 1961 : The Wind of Change
- 1961 : The Man in the Back Seat
- 1962 : Strongroom
- 1963 : A Matter of Choice
- 1963 : Strictly for the Birds
- 1967 : Some May Live
- 1968 : Le vampire a soif (The Blood Beast Terror)
- 1968 : La Maison ensorcelée (Curse of the Crimson Altar)
- 1972 : Les Voleurs de cadavres (Burke and Hare)